# Крукс, Мэтт
Мэтт Дэвидсон Райдер Крукс (англ. Matt Davidson Rider Crooks; род. 20 января 1994, Лидс) — английский футболист, полузащитник клуба «Халл Сити».

## Карьера

### «Хаддерсфилд Таун»
Начинал заниматься футболом в Академии «Манчестер Юнайтед», а в 2009 году присоединился к академии «Хаддерсфилд Таун» и подписал с клубом стипендиальный контракт.
В октябре 2010 года, в 16-летнем возрасте, Крукс вместе с первой командой «терьеров» ездил на матч Лиги Один против «Плимут Аргайл», а несколько дней спустя попал в число запасных на матч Кубка Англии против «Кембридж Юнайтед», но на поле не вышел. В ноябре 2011 года подписал с клубом свой первый профессиональный контракт до 2014. В феврале 2012 года был номинирован на звание «Ученик года» в Лиге Один, но в конечном итоге проиграл полузащитнику Джордану Казинсу из «Чарльтон Атлетик».
В марте 2012 года для получения игровой практики Крукс отправился в аренду в клуб Северной конференции «Галифакс Таун». 31 марта забил свой первый гол на взрослом уровне и помог своей команде одержать разгромную победу над «Хистоном» (4:0). В сезоне 2012/13 Крукс был заявлен за основную команду «Хаддерсфилда» под номером 36, но, не сыграв ни одной игры, 7 декабря 2012 года вместе с одноклубником Джеймсом Бёрком отправился в месячную аренду в клуб «Рэдклифф Боро», представляющим 8-й дивизион.
В сезоне 2013/14 Крукс продолжил выступать за резервную команду «Хаддерсфилд Таун». Пропустив из-за травмы лодыжки больше 2 месяцев, в феврале 2014 год Крукс вернулся в строй и получил высокие оценки своей игрой на позиции центрального защитника. В конце сезона 2013/14 клуб предложил игроку новый контракт.
Перед сезоном 2014/15 проходил летние предсезонные сборы вместе с основной командой «Хаддерсфилда» и убедил главного тренера Марка Робинса в своей роли центрального защитника. 9 августа 2014 года наконец-то дебютировал в составе «терьеров» в 1-м туре Чемпионшипа против «Борнмута», но потерпел разгромное поражение (0:4). После этой игры Робинс был отправлен в отставку, а Крукс больше не выходил за «Хаддерсфилд» в том сезоне.
21 октября 2014 года отправился в месячную аренду в клуб Лиги Два «Хартлпул Юнайтед». Через месяц отправился в аренду до 3 января 2015 года в другой клуб Лиги Два «Аккрингтон Стэнли».

### «Аккрингтон Стэнли»
2 февраля 2015 года Крукс расторг контракт с «Хаддерсфилд Таун» по обоюдному согласию и 24 февраля вернулся в «Аккрингтон Стэнли», заключив контракт на 1,5 года.
Сыграв до конца сезона 10 матчей, Крукс закрепился в основном составе «Стэнли» и выдал мощный старт сезона 2015/16, забив в дополнительное время в ворота «Халл Сити» в Кубке Футбольной лиги и сравняв счёт на 90-й минуте в поединке с «Ноттс Каунти» (1:1). Менеджер «Аккрингтона» Джон Коулман высоко отзывался об игре полузащитника, предсказав ему большое будущее в футболе.
В январе 2016 года было объявлено, что шотландский клуб «Рейнджерс» обратился к Круксу и его одноклубнику Джошу Виндассу с предложением подписать предварительные контракты. Переговоры разозлили председателя «Аккрингтона» Энди Холта, поскольку в соответствии с правилами ФИФА «Рейнджерс» должны были заплатить только номинальную стоимость за трансферы обоих игроков. 9 января оба игрока подписали предварительные контракты с «Рейнджерс», чтобы присоединиться к клубу летом 2016 года.

### «Рейнджерс»
1 июля 2016 года Крукс официально присоединился к «Рейнджерс», подписав 4-летний контракт вместе с другим игроком «Аккрингтона» Джошем Уиндассом. Компенсация за переход составила около £60 тыс. за каждого игрока. Крукс пропустил начало сезона 2016/17 из-за травмы связок лодыжки и дебютировал в основной команде лишь 20 сентября в матче Кубка шотландской лиги против «Куин оф зе Саут», выйдя на замену на 72-й минуте (5:0). Впоследствии, Крукс сыграл ещё лишь в 2 матчах чемпионата, став одним из предметом критики трансферной политики тогдашнего менеджера «Рейнджерс» Марка Уорбертона.
12 января 2017 года на правах аренды до конца сезона перешёл в клуб Лиги Один «Сканторп Юнайтед».

### «Нортгемптон Таун»
18 июля 2017 года перешёл в другой клуб Лиги Один «Нортгемптон Таун». 9 сентября 2017 года Крукс забил свой первый гол за «сапожников» уже на 21-й секунде домашней игры против «Донкастер Роверс», установив рекорд самого быстрого гола на стадионе «Сиксфилдс».

### «Ротерем Юнайтед»
11 января 2019 года присоединился к команде Чемпионшипа «Ротерем Юнайтед», заключив контракт на 3,5 года. 19 января Крукс дебютировал в составе «мельников» в домашней встрече против «Брентфорда» (2:4), а всего сыграл 16 матчей в том сезоне, но не сумел помочь избежать вылета в Лигу Один.
В сезоне 2019/20 Крукс стал ключевым игроком «Ротерема», проведя 39 матчей и забив 11 мячей, и завоевал промоушен после того, как чемпионат был досрочно прерван из-за пандемии COVID-19.

### «Мидлсбро»
23 июля 2021 года перешёл в другой клуб Чемпионшипа «Мидлсбро», подписав трёхлетний контракт. 14 августа забил свой первый гол в составе «речников» в победном поединке над «Бристоль Сити» (2:1). 15 января 2022 года отметился дублем и принес победу своей команде в домашнем поединке против «Рединга» (2:1).

### «Реал Солт-Лейк»
12 февраля 2024 года перешёл в клуб MLS «Реал Солт-Лейк», подписав контракт до конца сезона 2026. В американской лиге дебютировал 24 февраля в матче против «Сент-Луис Сити», отметившись голевой передачей после выхода на замену во втором тайме.

## Достижения
«Ротерем Юнайтед»
- Вице-чемпион Лиги 1: 2019/20